# Frank O'Mara
Frank O'Mara (* 17. července 1960, Limerick) je bývalý irský atlet, dvojnásobný halový mistr světa v běhu na 3000 metrů.

## Sportovní kariéra
V roce 1986 se umístil ve finále běhu na 1500 metrů na mistrovství Evropy na osmém místě. V následující sezóně se stal halovým mistrem světa v běhu na 3000 metrů. Podruhé získal tento titul v roce 1991. Třikrát startoval na olympijských hrách, vždy bez medailového úspěchu.

## Osobní rekordy
- 1500 metrů - 3:34,02 (1985)
- 3000 metrů - 7:40,41 (1989)
- 5000 metrů - 13:13,02 (1987)